# Halina Benedyk
Halina Benedyk (ur. 11 marca 1965 w Szprotawie) – polska wokalistka popowa.

## Życiorys
W IV klasie szkoły podstawowej rozpoczęła równolegle naukę w szkole muzycznej, którą ukończyła w klasie skrzypiec i fletu poprzecznego.
Debiutowała w 1983 r. na Festiwalu Piosenki Radzieckiej w Zielonej Górze, gdzie zdobyła Brązowy Samowar. W 1984 r. na 21. Międzynarodowym Festiwalu Piosenki w Sopocie w duecie z włoskim piosenkarzem Markiem Antonellim zaśpiewała utwór „Frontiera”, który zajął 3. miejsce w konkursie. Po tym sukcesie wokalistka rozpoczęła tournée po Polsce z orkiestrą Jerzego Miliana. W 1985 r. nawiązała współpracę z „Estradą Poznańską”, jednocześnie podejmując naukę w Studium Piosenkarskim w Poznaniu. Tworzyła nagrania radiowe i telewizyjne z orkiestrą „Alex Band” pod dyrekcją Aleksandra Maliszewskiego oraz orkiestrą Zbigniewa Górnego. W 1987 r.wystąpiła na Festiwalu w Opolu z piosenką „Mamy po 20 lat”, dzięki której otrzymała „Nagrodę Publiczności” oraz „Miss Obiektywu” od dziennikarzy. Utwór stał się niezmiernie popularny, otrzymał tytuł „Piosenki Roku” w 1 Programie Polskiego Radia. W 1988 r. reprezentowała po raz kolejny Polskę na Festiwalu w Sopocie. Dostała wtedy nagrodę Międzynarodowej Organizacji Festiwali „FIDOF” za utwór „Mój koncert” i „Mamy po 20 lat”.
Lata 1990–1993 spędziła w Szwajcarii, towarzysząc mężowi Aleksandrowi Maliszewskiemu i jego orkiestrze w występach.
W połowie lat 90. rozpoczęła działalność artystyczną dla dzieci. Często prowadzi warsztaty wokalne i pracuje jako juror na konkursach muzycznych.
W 2010 r., po 26 latach Benedyk i Antonelli spotkali się ponownie aby nagrać nową płytę, którą zatytułowali Frontiera. Rok później powstał teledysk do tytułowej piosenki albumu, który nakręcono w hotelu Blow Up Hall 50 50 w Poznaniu.
Piosenkarka otrzymała nagrodę w Plebiscycie Gwiazd Dobroczynności organizowanym przez Stowarzyszenie Akademii Rozwoju Filantropii wspólnie z Magazynem Show, w kategorii Wolontariusz w edycji 2013/2014.
2 października 2015 Benedyk i Antonelli wydali nowy singiel „Solo Noi”, który miał premierę na Onet Muzyka. Utwór skomponował i zaaranżował Aleksander Maliszewski, gościnnie wystąpili w nim Mieczysław Jurecki (gitary) oraz Dariusz Kaliszuk (perkusja). Był on promowany we włoskiej prasie, m.in. Corriere della Sera, La Repubblica i gazetach neapolitańskich, powstał również – nagrywany w Neapolu – teledysk.
W latach 2017–2018 duet Benedyk / Antonelli wziął udział w trasie koncertowej pt. „Ciao Italia – The best of San Remo” w Polsce.
W kwietniu 2020 r. Benedyk i Antonelli wydali swoją drugą płytę, zatytułowaną „Solo Noi”. Znajdują się na niej przeróbki takich włoskich utworów, jak „Mamma Maria”, „Sara perche ti amo” i „Voulez-vous danser” z repertuaru Ricchi e Poveri, „Ci Sara” i „Felicita” duetu Albano i Romina Power oraz nowa wersja utworu „Nie płacz kiedy odjadę” wylansowanego przez Marino Mariniego. Utwór premierowy to tytułowy singiel autorski „Solo Noi”.

## Dyskografia

### Albumy
| Rok  | Tytuł                                                                        |
| ---- | ---------------------------------------------------------------------------- |
| 1987 | Tańcz dla mnie tańcz - Wydany: 1987 - Wytwórnia: Arston                      |
| 1988 | Mój koncert - Wydany: 1988 - Wytwórnia: Polskie Nagrania „Muza”              |
| 1995 | Halina Benedyk - Wydany: 1995 - Wytwórnia: Polskie Nagrania Muza             |
| 1997 | Dajmy dzieciom uśmiech - Wydany: 1997 - Wytwórnia: Koch International Poland |
| 2005 | Cudowne są święta - Wydany: 2005 - Wytwórnia: Koch International Poland      |
| 2011 | Frontiera - Wydany: 2011 - Wytwórnia: Agencja Artystyczna MTJ                |
| 2013 | Dajmy Dzieciom Uśmiech - Wydany 2013 - Wytwórnia: Agencja Artystyczna MTJ    |
| 2014 | Mamy po 20 lat - Wydany: 7 marca 2014 - Wytwórnia: Alex Music Production     |
| 2020 | Solo Noi - Wydany: kwiecień 2020 - Wytwórnia: Alex Music Production          |

### Single
| Rok  | Tytuł                    |
| ---- | ------------------------ |
| 1984 | Frontiera                |
| 1988 | Mamy po 20 lat           |
| 1998 | Dzwonku dzwoń            |
| 1995 | Najlepsza Mama jaką znam |
| 2002 | Hej Mikołaju             |
| 2004 | Zapisane mamy w niebie   |
| 2005 | Ja Pana kocham           |
| 2015 | Solo Noi                 |

### Gościnnie
| Rok  | Tytuł albumu                                          |
| ---- | ----------------------------------------------------- |
| 1997 | Alex Band Gold                                        |
| 2000 | Muzyczna Wieczerza Wigilijna                          |
| 2011 | Być Kobietą... Co Nam w Duszy Grało                   |
| 2011 | Przeboje 40-lecia Lata z Radiem – Soley, Soley vol. 2 |
| 2011 | Usypianki                                             |
| 2011 | Gwiazdy Dzieciom                                      |
| 2015 | Marek Sierocki przedstawia: I Love Polska 3           |